# Mitridates de Pèrgam
Mitridates de Pèrgam (grec antic: Μιθριδάτης) va ser rei del Bòsfor al segle i aC.
Era fill, se suposa, de la relació entre Mitridates VI Eupator i Adobogiona, una princesa gàlata, que estava casada amb un noble del Pont de nom Menòdot. Aquesta suposició ve confirmada perquè aquest Mitridates va ser educat a la cort del rei i va rebre una bona formació intel·lectual i militar, segons diu Estrabó. Cap a l'any 64 aC, ja tenia càrrecs importants a la ciutat de Pèrgam i era molt apreciat.
En una època posterior, va tenir l'amistat de Juli Cèsar, que l'any 48 aC, a l'inici de la guerra d'Alexandria, el va enviar a Síria i a Cilícia a reclutar tropes auxiliars, cosa que va fer amb rapidesa, i davant d'una tropa considerable es va apoderar de Pelúsion en un atac sobtat, tot i que aquella ciutat d'Egipte estava fortament amurallada i defensada. Quan va voler passar el Nil es va trobar amb una forta oposició de l'exèrcit egipci i va demanar ajut a Cèsar que el va socórrer amb la seva flota i va desembarcar a les boques del riu, unint les seves forces amb les de Mitridates i vencent els egipcis en una batalla que va posar fi a la guerra contra Ptolemeu XIII Filopàtor.
Segurament va acompanyar Juli Cèsar en la seva campanya contra Farnaces II, ja que quan Farnaces va ser derrotat, Cèsar li va entregar el regne del Bòsfor, i al mateix temps la tetrarquia de Galàcia fins llavors en mans de Deiotarus I. Però el regne del Bòsfor l'havia usurpat Asandre, que va matar Farnaces i va ocupar tot el país. Cèsar li va ordenar que ataqués Asandre i a la seva esposa Dinamis. Mitridates va lluitar contra els usurpadors, però l'any 46 aC va ser mort en una batalla.